# Universidade Nova de Lisboa
A Universidade NOVA de Lisboa (UNL) ou NOVA é uma universidade pública portuguesa, integrada por nove unidades orgânicas localizadas na área metropolitana de Lisboa (Lisboa, Oeiras, Almada e Cascais). A Universidade Nova de Lisboa é a 15.ª melhor da Europa e está entre as 50 melhores do mundo com menos de 50 anos de acordo com o ranking QS Top 50 under 50, que avalia critérios como a reputação e a internacionalização. A Nova está ainda no top 10 das jovens universidades europeias.
A reitoria encontra-se instalada em Lisboa, na freguesia de Campolide. A Universidade Nova de Lisboa conta com um total de mais de 19 mil alunos, mais de 1700 docentes, em cinco faculdades, três institutos e uma escola superior, que ministram um leque diversificado de cursos em todos os domínios do conhecimento.

## História
A Universidade Nova de Lisboa foi criada pelo Decreto-Lei n.º 402/73, de 11 de agosto de 1973, no quadro de um projeto de expansão do ensino superior desenvolvido por Veiga Simão, Ministro da Educação Nacional do último Governo do Estado Novo.
Projetada pela sua primeira comissão instaladora como uma universidade de modelo departamental, fórmula inovadora no quadro das universidades portuguesas então existentes, as vicissitudes por que passou o desenvolvimento do projeto levaram à sua transformação, em 1977, numa universidade organizada em faculdades.
Integrada inicialmente pelas Faculdades de Ciências e Tecnologia, Ciências Sociais e Humanas e de Economia, foram sendo, progressivamente criadas ou incorporadas novas unidades orgânicas:
- Faculdade de Ciências Médicas, incorporada em 1977;[6]
- Instituto de Higiene e Medicina Tropical, incorporado em 1980;[7]
- Instituto Superior de Estatística e Gestão de Informação, criado em 1989;[8]
- Instituto de Tecnologia Química e Biológica António Xavier, incorporado em 1993;[9]
- Escola Nacional de Saúde Pública, integrada em 1994;[10]
- Faculdade de Direito, criada em 1996.[11]

A estrutura da Universidade Nova de Lisboa foi pensada, desde o início, tendo em conta a necessidade do seu desenvolvimento estrutural. Aquando da sua reeleição em 2013, o então reitor da Universidade, António Rendas, reiterou a prossecução desses mesmos objetivos com base em quatro pilares essenciais: investigação, ensino, internacionalização e empreendedorismo.
Em 2015 foi licenciada em Cascais a construção de um novo edifício para a Nova School of Business and Economics. A nova estrutura em Carcavelos foi projetada para ter uma capacidade para cinco mil alunos. A saída desta faculdade do campus de Campolide faz parte de uma reestruturação que envolve também a tranferência da Faculdade de Ciências Sociais e Humanas da Avenida de Berna para Campolide. Também está planeada, e em construção, a transferência da NOVA Medical School de Lisboa para Carcavelos, assim como a transferência da Nova School of Law de Campolide para Carcavelos, em localizações próximas à Nova SBE.
Passou a fundação pública de direito privado em fevereiro de 2017.
Em outubro de 2024, foi aprovado pelo Conselho Geral da Universidade Nova de Lisboa a integração do ISPA – Instituto Universitário na Universidade, expandindo a oferta para as áreas das ciências psicológicas e reforçando o apoio psicológico à comunidade escolar. Esta é a primeira integração de uma instituição de ensino superior privado no ensino superior público e deverá ocorrer no início do ano letivo de 2025/2026.

## Unidades orgânicas e de investigação

### Unidades orgânicas
A Universidade Nova de Lisboa possui nove unidades orgânicas:
- Faculdades
  - Faculdade de Ciências e Tecnologia (NOVA FCT) / NOVA School of Science and Technology (NOVA SST)
  - Faculdade de Ciências Sociais e Humanas (NOVA FCSH) / NOVA School of Social Sciences and Humanities
  - Faculdade de Ciências Médicas (FCM NOVA) / NOVA Medical School (NMS)
  - Faculdade de Direito / NOVA School of Law
  - Faculdade de Economia / NOVA School of Business and Economics (NOVA SBE)
- Institutos:
  - Instituto de Higiene e Medicina Tropical (IHMT)
  - Instituto de Tecnologia Química e Biológica António Xavier (ITQB NOVA)
  - Instituto Superior de Estatística e Gestão de Informação (ISEGI NOVA) / NOVA Information Management School (NOVA IMS)
- Escolas:
  - Escola Nacional de Saúde Pública (ENSP NOVA)

### Unidades de investigação
A Universidade Nova de Lisboa tem unidades de investigação próprias, inseridas nas suas diversas áreas de especialidade. Atualmente conta com vários centros de investigação, sob a alçada das suas nove Unidades Orgânicas. Por exemplo, só na Faculdade de Ciências Sociais e Humanas é possível encontrar 16 centros de investigação.

## Localização

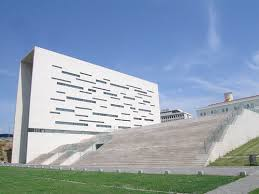
Edifício da Reitoria da NOVA, Prémio Valmor e Municipal de Arquitectura 2002, Campus de Campolide

A Reitoria da Universidade Nova de Lisboa está sediada em Campolide, Lisboa, e possui unidades orgânicas em Almada, Cascais, Lisboa e Oeiras.
- Almada
  - Campus de Caparica - Nova School of Science and Technology

- Cascais
  - Campus de Carcavelos - Nova School of Business and Economics

- Lisboa
  - Campus de Campolide - NOVA School of Law e NOVA Information Management School
  - Campus Mártires da Pátria - NOVA Medical School
  - Avenida de Berna - NOVA Faculdade de Ciências Sociais e Humanas
  - Avenida Padre Cruz - NOVA Escola Nacional de Saúde Pública
  - Rua da Junqueira - Instituto de Higiene e Medicina Tropical
- Oeiras
  - Avenida da República - Instituto de Tecnologia Química e Biológica António Xavier

## Reitores
- João José Rodiles Fraústo da Silva (1973-1975) [25]
- Manuel Laranjeira (1975-1977)[25]
- Alfredo António de Sousa[25][26] (1977-1982)
- José António Rebocho Esperança Pina (1982-1991)
- Manuel Soares Pinto Barbosa[27] (1991-1995)
- Luís de Sousa Lobo[28][29] (1995-2003)
- Leopoldo Guimarães[28] (2003-2007)
- António Manuel Bensabat Rendas[30][31][32](2007-2017)
- João de Deus dos Santos Sàágua (2017-presente)[33]

## Rankings
Em 2015, a NOVA foi a única universidade portuguesa a figurar no ranking "QS Top 50 under 50",  baseado na QS World University Rankings para instituições com menos de 50 anos, tendo assim figurado nesta tabela pelo terceiro ano consecutivo.
Por outro lado, em 2016, a lista ordenada da revista Times Higher Education destaca a NOVA como uma das 150 melhores do mundo com menos de 50 anos, mas atrás da Universidade de Aveiro e da Universidade do Minho. De notar que, nos rankings de 2012 a 2015 da THE, a NOVA se encontrava entre as 100 melhores do mundo com menos de 50 anos.
Em 2015, a NOVA liderava, a nível nacional, o CWTS Leiden Ranking. Já em 2016, no comparador U-Multirank, a NOVA obteve a classificação máxima em 13 dos 31 indicadores avaliados.
Com os resultados alcançados nos principais rankings de universidades com menos de 50 anos, a NOVA tornou-se um dos membros fundadores, em 2015, da Rede YERUN (Network of Young European Research Universities ou  Rede Europeia de Jovens Universidades de Investigação).